# Evropská liga UEFA 2021/2022
Sezóna Evropské ligy UEFA 2021/22 je 51. ročníkem druhé nejprestižnější evropské klubové fotbalové soutěže a 13. od zavedení nového formátu a přejmenování z Poháru UEFA na Evropskou ligu UEFA. Zároveň je 1. sezónou po změně formátu, která byla zavedena zároveň s novou soutěží – Evropskou konferenční ligou. Finále se hrálo na stadionu Estadio Ramón Sánchez Pizjuán v Seville v jižním Španělsku, přestože původně se finále mělo odehrát v Puskás Aréně v maďarské Budapešti. Kvůli posunům způsobeným pandemií covidu-19 se pořadatelství posunulo o jeden rok a v Budapešti se finále odehraje v roce 2023.
Vítězem se stal Eintracht Frankfurt, který se tak kvalifikoval do skupinové fáze Ligy mistrů UEFA 2022/23 a do zápasu o Superpohár UEFA 2022.

## Účastnická místa
Celkem 58 týmů z 31–36 z celkových 55 členských států UEFA se účastní Evropské ligy UEFA 2021/22. Celkem 16 členských zemí bude mít týmy přímo kvalifikované do soutěže, pro dalších 39 zemí je možnost zúčastnit se soutěže pouze tak, že jejich týmy sem budou přesunuty z Ligy mistrů. Jedinou výjimkou je Lichtenštejnsko, které nemá svou vlastní ligovou soutěž a vítěz domácího poháru se kvalifikuje do Evropské konferenční ligy. Pořadí zemí je určeno žebříčkem zemí UEFA na konci sezóny 2019/20:
- Pro asociace na umístěních 1–5 jsou vyčleněna dvě účastnická místa.
- Pro asociace na umístěních 6–15 je vyčleněno jedno účastnické místo.
  - Vzhledem k tomu, že vyhrazené místo pro úřadujícího vítěze Evropské konferenční ligy nebude tento rok obsazeno, asociaci na 16. místě bude přesunut tým z Evropské konferenční ligy
- Dále se do Evropské ligy postupně přesune 37 týmů vyřazených z Ligy mistrů UEFA 2021/22.
- V budoucích sezónách bude mít jedno místo vyhrazeno i úřadující vítěz Evropské konferenční ligy.

### Žebříček UEFA
Účastnická místa pro Evropskou ligu UEFA 2021/22 byla rozdělena podle koeficientu UEFA z roku 2020, do kterého byly započteny výsledky klubů dané země v evropských pohárových soutěžích od sezóny 2015/16 do sezóny 2019/20 včetně.
| #  | Asociace    | Koef.   | Týmy |
| -- | ----------- | ------- | ---- |
| 1  | Španělsko   | 102,283 | 2    |
| 2  | Anglie      | 90,462  | 2    |
| 3  | Německo     | 74,784  | 2    |
| 4  | Itálie      | 70,653  | 2    |
| 5  | Francie     | 59,248  | 2    |
| 6  | Portugalsko | 49,449  | 1    |
| 7  | Rusko       | 45,549  | 1    |
| 8  | Belgie      | 37,900  | 1    |
| 9  | Ukrajina    | 36,100  | 1    |
| 10 | Nizozemsko  | 35,750  | 1    |
| 11 | Turecko     | 33,600  | 1    |
| 12 | Rakousko    | 32,925  | 1    |
| 13 | Dánsko      | 29,250  | 1    |
| 14 | Skotsko     | 27,875  | 1    |
| 15 | Česko       | 27,300  | 1    |
| 16 | Kypr        | 26,750  | 1    |
| 17 | Švýcarsko   | 26,400  | 0    |
| 18 | Řecko       | 26,300  | 0    |
| 19 | Srbsko      | 25,500  | 0    |

| #  | Asociace        | Koef.  | Týmy |
| -- | --------------- | ------ | ---- |
| 20 | Chorvatsko      | 24,875 | 0    |
| 21 | Švédsko         | 22,750 | 0    |
| 22 | Norsko          | 21,750 | 0    |
| 23 | Izrael          | 19,625 | 0    |
| 24 | Kazachstán      | 19,250 | 0    |
| 25 | Bělorusko       | 18,875 | 0    |
| 26 | Ázerbájdžán     | 18,750 | 0    |
| 27 | Bulharsko       | 17,375 | 0    |
| 28 | Rumunsko        | 16,700 | 0    |
| 29 | Polsko          | 16,625 | 0    |
| 30 | Slovensko       | 15,875 | 0    |
| 31 | Lichtenštejnsko | 13,500 | 0    |
| 32 | Slovinsko       | 13,000 | 0    |
| 33 | Maďarsko        | 12,875 | 0    |
| 34 | Lucembursko     | 8,000  | 0    |
| 35 | Litva           | 7,875  | 0    |
| 36 | Arménie         | 7,625  | 0    |
| 37 | Lotyšsko        | 7,625  | 0    |
| 38 | Albánie         | 7,375  | 0    |

| #  | Asociace            | Koef. | Týmy |
| -- | ------------------- | ----- | ---- |
| 39 | Severní Makedonie   | 7,375 | 0    |
| 40 | Bosna a Hercegovina | 6,875 | 0    |
| 41 | Moldavsko           | 6,750 | 0    |
| 42 | Irsko               | 6,700 | 0    |
| 43 | Finsko              | 6,500 | 0    |
| 44 | Gruzie              | 5,750 | 0    |
| 45 | Malta               | 5,750 | 0    |
| 46 | Island              | 5,375 | 0    |
| 47 | Wales               | 5,000 | 0    |
| 48 | Severní Irsko       | 4,875 | 0    |
| 49 | Gibraltar           | 4,750 | 0    |
| 50 | Černá Hora          | 4,375 | 0    |
| 51 | Estonsko            | 4,375 | 0    |
| 52 | Kosovo              | 4,000 | 0    |
| 53 | Faerské ostrovy     | 3,750 | 0    |
| 54 | Andorra             | 2,831 | 0    |
| 55 | San Marino          | 0,666 | 0    |

### Rozdělení týmů
Rozdělení týmů pro tuto sezónu je uvedeno níže. V původním rozdělení je vyhrazeno místo pro úřadujícího vítěze Evropské konferenční ligy, ale pro tuto sezónu bude nevyužito. Místo toho došlo k následujícím změnám:
- Vítěz poháru asociace na 7. místě (Rusko) je posunut přímo do skupinové fáze.
- Vítěz poháru asociace na 13. místě (Dánsko) je přesunut do 4. předkola, namísto původního 3. předkola.
- Vítěz poháru asociace na 16. místě (Kypr) vstoupí do soutěže v 3. předkole, namísto původního místa v 2. předkole Evropské konferenční ligy.

|                                               |                                               | Týmy vstupující do tohoto kola | Týmy postupující z předchozího kola                                                     | Týmy vstupující z Ligy mistrů |
| --------------------------------------------- | --------------------------------------------- | --- | --------------------------------------------------------------------------------------- | --- |
| 3. předkolo 16 týmů                           | Mistrovská část (10 týmů)                     | |                                                                                         | - 10 poražených z 2. předkola mistrovské části LM                                                                                                |
| 3. předkolo 16 týmů                           | Nemistrovská část (6 týmů)                    | - 3 vítězové poháru z asociací na 14.–16. místě                                                                                      |                                                                                         | - 3 poražení z 2. předkola nemistrovské části LM                                                                                                 |
| 4. předkolo (20 týmů)                         | 4. předkolo (20 týmů)                         | - 6 vítězů poháru z asociací na 8.–13. místě                                                                                         | - 5 vítězů z 3. předkola mistrovské části - 3 vítězové z 3. předkola nemistrovské části | - 6 poražených z 3. předkola mistrovské části LM                                                                                                 |
| Skupinová fáze (32 týmů)                      | Skupinová fáze (32 týmů)                      | - 7 pohárových vítězů z asociací na 1.–7. místě - 1 tým ze 4. místa asociace na 5. místě - 4 týmy z 5. místa asociací na 1.–4. místě | - 10 vítězů z 4. předkola                                                               | - 4 poražení z 3. předkola nemistrovské části LM - 4 poražení z 4. předkola mistrovské části LM - 2 poražení z 4. předkola nemistrovské části LM |
| Vyřazovací fáze – předkolo play-off (16 týmů) | Vyřazovací fáze – předkolo play-off (16 týmů) | | - 8 týmů z 2. míst základních skupin                                                    | - 8 týmů ze 3. míst základních skupin LM |
| Vyřazovací fáze – play-off (16 týmů)          | Vyřazovací fáze – play-off (16 týmů)          | | - 8 vítězů základních skupin - 8 vítězů předkola play-off                               | |

### Týmy
Týmy kvalifikované do Evropské ligy UEFA 2021/22 seřazeny podle kol do kterých vstoupily. V závorkách důvod kvalifikace:
Popisky v závorkách ukazují z jaké pozice se tým kvalifikoval do soutěže :
- VP: Vítěz domácího poháru
- 2., 3., 4., atd.: Umístění v lize
- LM: Vstup z Ligy mistrů
  - 3S: 3. místo ve skupinové fázi
  - P4: Poražení ze 4. předkola
  - P3: Poražení ze 3. předkola
  - P2: Poražení ze 2. předkola
  - MČ: mistrovská část
  - NČ: nemistrovská část

| Vstup             | Vstup             | Týmy                           | Týmy                         | Týmy                             | Týmy                            |
| ----------------- | ----------------- | ------------------------------ | ---------------------------- | -------------------------------- | ------------------------------- |
| Předkolo play-off | Předkolo play-off | RB Lipsko (LM 3S)              | FC Porto (LM 3S)             | Borussia Dortmund (LM 3S)        | Sheriff Tiraspol (LM 3S)        |
| Předkolo play-off | Předkolo play-off | Barcelona (LM 3S)              | Atalanta (LM 3S)             | Sevilla (LM 3S)                  | Zenit Petrohrad (LM 3S)         |
|                   |                   |                                |                              |                                  |                                 |
| Základní skupina  | Základní skupina  | Real Sociedad (5.)             | Real Betis (6.)              | Leicester City FC (VP)           | West Ham United FC (6.)         |
| Základní skupina  | Základní skupina  | Eintracht Frankfurt (5.)       | Bayer 04 Leverkusen (6.)     | SSC Neapol (5.)                  | SS Lazio (6.)                   |
| Základní skupina  | Základní skupina  | Olympique Lyon (4.)            | Olympique de Marseille (5.)  | SC Braga (VP)                    | FK Lokomotiv Moskva (VP)        |
| Základní skupina  | Základní skupina  | Brøndby IF (LM P4-MČ)          | GNK Dinamo Zagreb (LM P4-MČ) | PFK Ludogorec Razgrad (LM P4-MČ) | Ferencvárosi TC (LM P4-MČ)      |
| Základní skupina  | Základní skupina  | AS Monaco FC (LM P4-NČ)        | PSV Eindhoven (LM P4-NČ)     | FK Spartak Moskva (LM P3-NČ)     | KRC Genk (LM P3-NČ)             |
| Základní skupina  | Základní skupina  | FC Midtjylland (LM P3-NČ)      | AC Sparta Praha (LM P3-NČ)   |                                  |                                 |
|                   |                   |                                |                              |                                  |                                 |
| 4. předkolo       | 4. předkolo       | Royal Antwerp FC (3.)          | FK Zorja Luhansk (3.)        | AZ Alkmaar (3.)                  | Fenerbahçe SK (3.)              |
| 4. předkolo       | 4. předkolo       | SK Sturm Graz (3.)             | Randers FC (VP)              | Rangers FC (LM P3-MČ)            | SK Slavia Praha (LM P3-MČ)      |
| 4. předkolo       | 4. předkolo       | Olympiakos Pireus (LM P3-MČ)   | FK Crvena Zvezda (LM P3-MČ)  | CFR Kluž (LM P3-MČ)              | Legia Warszawa (LM P3-MČ)       |
|                   |                   |                                |                              |                                  |                                 |
| 3. předkolo       | Mistrovská část   | AC Omonia (LM P2-MČ)           | FK Kajrat Almaty (LM P2-MČ)  | Neftçi Bakı PFK (LM P2-MČ)       | ŠK Slovan Bratislava (LM P2-MČ) |
| 3. předkolo       | Mistrovská část   | NŠ Mura (LM P2-MČ)             | FK Žalgiris (LM P2-MČ)       | Alaškert Jerevan FC (LM P2-MČ)   | HJK (LM P2-MČ)                  |
| 3. předkolo       | Mistrovská část   | Lincoln Red Imps FC (LM P2-MČ) | FC Flora Tallinn (LM P2-MČ)  |                                  |                                 |
| 3. předkolo       | Nemistrovská část | St Johnstone FC (VP)           | FK Jablonec (3.)             | Anorthosis Famagusta FC (VP)     | Galatasaray SK (LM P2-NČ)       |
| 3. předkolo       | Nemistrovská část | SK Rapid Vídeň (LM P2-NČ)      | Celtic FC (LM P2-NČ)         |                                  |                                 |

## Termíny
Termíny pro odehrání jednotlivých kol a jejich losování jsou uvedeny níže. Pokud není uvedeno jinak, los probíhá vždy v Nyonu, ve Švýcarsku, v sídle UEFA.
| Fáze            | Kolo              | Datum losování    | První zápasy       | Druhé zápasy       |
| --------------- | ----------------- | ----------------- | ------------------ | ------------------ |
| Kvalifikace     | 3. předkolo       | 19. července 2021 | 5. srpna 2021      | 12. srpna 2021     |
| Kvalifikace     | 4. předkolo       | 2. srpna 2021     | 19. srpna 2021     | 26. srpna 2021     |
| Skupinová fáze  | 1. kolo           | 27. srpna 2021    | 16. září 2021      | 16. září 2021      |
| Skupinová fáze  | 2. kolo           | 27. srpna 2021    | 30. září 2021      | 30. září 2021      |
| Skupinová fáze  | 3. kolo           | 27. srpna 2021    | 21. října 2021     | 21. října 2021     |
| Skupinová fáze  | 4. kolo           | 27. srpna 2021    | 4. listopadu 2021  | 4. listopadu 2021  |
| Skupinová fáze  | 5. kolo           | 27. srpna 2021    | 25. listopadu 2021 | 25. listopadu 2021 |
| Skupinová fáze  | 6. kolo           | 27. srpna 2021    | 9. prosince 2021   | 9. prosince 2021   |
| Vyřazovací fáze | Předkolo play-off | 13. prosince 2021 | 17. února 2022     | 24. února 2022     |
| Vyřazovací fáze | Play-off          | 25. února 2022    | 10. března 2022    | 17. března 2022    |
| Vyřazovací fáze | Čtvrtfinále       | 18. března 2022   | 7. dubna 2022      | 14. dubna 2022     |
| Vyřazovací fáze | Semifinále        | 18. března 2022   | 28. dubna 2022     | 5. května 2022     |
| Vyřazovací fáze | Finále            | 18. března 2022   | 18. května 2021    | 18. května 2021    |

## Kvalifikace

### 3. předkolo
Ve 3. předkole byly týmy rozděleny do mistrovské a nemistrovské části a v obou částech poté ještě na nasazené a nenasazené dle koeficientu UEFA. Týmy z obou částí byly poté nalosovány proti sobě na dva zápasy systémem doma-venku, přičemž týmy ze stejné země nemohou být nalosovány proti sobě. Vítězové postoupí do 4. předkola, poražené týmy vypadnou z evropských pohárů. Los proběhne 19. července 2021, zápasy se odehrají 5. a 12. srpna 2021.

#### Mistrovská část
| Domácí v 1. zápase  | Celkem         | Hosté v 1. zápase    | 1. zápas | 2. zápas     |
| ------------------- | -------------- | -------------------- | -------- | ------------ |
| AC Omonia           | 2:2 (pen. 5:4) | FC Flora Tallinn     | 1:0      | 1:2 (prodl.) |
| NŠ Mura             | 1:0            | FK Žalgiris          | 0:0      | 1:0          |
| FK Kajrat Almaty    | 2:3            | Alaškert Jerevan FC  | 0:0      | 2:3 (prodl.) |
| Lincoln Red Imps FC | 2:4            | ŠK Slovan Bratislava | 1:3      | 1:1          |
| Neftçi Bakı PFK     | 2:5            | HJK                  | 2:2      | 0:3          |

#### Nemistrovská část
| Domácí v 1. zápase | Celkem | Hosté v 1. zápase    | 1. zápas | 2. zápas |
| ------------------ | ------ | -------------------- | -------- | -------- |
| FK Jablonec        | 2:7    | Celtic FC            | 2:4      | 0:3      |
| SK Rapid Vídeň     | 4:2    | Anorthosis Famagusta | 3:0      | 1:2      |
| Galatasaray SK     | 5:3    | St. Johnstone FC     | 1:1      | 4:2      |

### 4. předkolo
Ve 4. předkole již nebudou týmy rozděleny do mistrovské a nemistrovské části, jen v obou částech na nasazené a nenasazené dle koeficientu UEFA. Týmy pak budou nalosovány proti sobě na dva zápasy systémem doma-venku, přičemž týmy ze stejné země nemohou být nalosovány proti sobě. Vítězové postoupí do skupinové fáze Evropské ligy UEFA 2021/22 a poražené týmy spadnou do základní skupiny Evropské Konferenční Ligy. Los proběhne 2. srpna 2021, zápasy se odehrají 19. a 26. srpna.
| Domácí v 1. zápase | Celkem         | Hosté v 1. zápase    | 1. zápas | 2. zápas     |
| ------------------ | -------------- | -------------------- | -------- | ------------ |
| Randers FC         | 2:3            | Galatasaray SK       | 1:1      | 1:2          |
| SK Rapid Vídeň     | 6:2            | FK Zorja Luhansk     | 3:0      | 3:2          |
| Celtic FC          | 3:2            | AZ Alkmaar           | 2:0      | 1:2          |
| Fenerbahçe SK      | 6:2            | HJK                  | 1:0      | 5:2          |
| NŠ Mura            | 1:5            | SK Sturm Graz        | 1:3      | 0:2          |
| AC Omonia          | 4:4 (pen. 2:3) | Royal Antwerp FC     | 4:2      | 0:2 (prodl.) |
| Olympiakos Pireus  | 5:2            | ŠK Slovan Bratislava | 3:0      | 2:2          |
| Rangers FC         | 1:0            | Alaškert Jerevan FC  | 1:0      | 0:0          |
| SK Slavia Praha    | 3:4            | Legia Warszawa       | 2:2      | 1:2          |
| FK Crvena Zvezda   | 6:1            | CFR Kluž             | 4:0      | 2:1          |

## Skupinová fáze
Skupinovou fázi Evropské ligy UEFA 2021/22 bude hrát 32 týmů. Jedná se o 7 pohárových vítězů z asociací na 1.–7. místě, 1 tým ze čtvrtého místa asociace na 5. místě, 4 týmy z pátých míst asociací na 1.–4. místě, 10 vítězů ze 4. předkola kvalifikace, 4 poražení ze 4. předkola mistrovské části kvalifikace Ligy mistrů a 6 poražených z nemistrovské části kvalifikace Ligy mistrů (4 týmy z 3. předkola a 2 týmy ze 4. předkola). Los proběhne 27. srpna 2021.
32 týmů bude nalosováno do 8 skupin po 4 týmech, přičemž v jedné skupině nemůže být více klubů ze stejné země. Pro losování budou týmy rozděleny do 4 výkonnostních košů dle koeficientu UEFA.
V každé skupině se týmy utkají každý s každým systémem doma–venku. Vítězové skupin a týmy na 2. místech postupují do play-off Evropské ligy UEFA 2021/22; týmy na třetích místech postupují do předkola play-off Evropské konferenční ligy UEFA 2021/22. První zápasy se odehrají 16. září 2021, poslední zápasy se odehrají 9. prosince 2021.
Los
| Koš 1               | Koš 1  | Koš 2               | Koš 2  | Koš 3                 | Koš 3  | Koš 4            | Koš 4  |
| ------------------- | ------ | ------------------- | ------ | --------------------- | ------ | ---------------- | ------ |
| Olympique Lyon      | 76.000 | Celtic FC           | 34.000 | Olympique Marseille   | 28.000 | SK Rapid Vídeň   | 17.000 |
| SSC Neapol          | 74.000 | Eintracht Frankfurt | 33.000 | PFK Ludogorec Razgrad | 28.000 | Galatasaray SK   | 17.000 |
| Bayer 04 Leverkusen | 57.000 | FK Crvena Zvezda    | 32.500 | West Ham United FC    | 20.113 | Legia Warszawa   | 16.500 |
| GNK Dinamo Zagreb   | 44.500 | Leicester City FC   | 32.000 | Real Sociedad         | 19.571 | FC Midtjylland   | 13.500 |
| SS Lazio            | 44.000 | Rangers FC          | 31.250 | Real Betis            | 19.571 | Ferencvárosi TC  | 13.500 |
| Olympiakos Pireus   | 43.000 | FK Lokomotiv Moskva | 31.000 | Fenerbahçe SK         | 19.500 | Royal Antwerp FC | 10.500 |
| AS Monaco FC        | 36.000 | KRC Genk            | 30.000 | FK Spartak Moskva     | 18.500 | SK Sturm Graz    | 7.165  |
| SC Braga            | 35.000 | PSV Eindhoven       | 29.000 | AC Sparta Praha       | 17.500 | Brøndby IF       | 7.000  |

Vysvětlivky ke skupinám
|  | Postup do osmifinále                                  |
|  | Postup do předkola play-off                           |
|  | Postup do předkola play-off Evropské konferenční ligy |

### Skupina A
| Poř. | Tým             | Z | V | R | P | VG | OG | B  |
| ---- | --------------- | - | - | - | - | -- | -- | -- |
| 1.   | Olympique Lyon  | 6 | 5 | 1 | 0 | 16 | 5  | 16 |
| 2.   | Rangers FC      | 6 | 2 | 2 | 2 | 6  | 5  | 8  |
| 3.   | AC Sparta Praha | 6 | 2 | 1 | 3 | 6  | 9  | 7  |
| 4.   | Brøndby IF      | 6 | 0 | 2 | 4 | 2  | 11 | 2  |

| 16. září 2021 |     |                 |                          |
| Brøndby IF    | 0:0 | AC Sparta Praha | Brøndby Stadium, Brøndby |
|               |     |                 | Brøndby Stadium, Brøndby |

|            |     |                |                        |
| Rangers FC | 0:2 | Olympique Lyon | Ibrox Stadium, Glasgow |
|            |     |                | Ibrox Stadium, Glasgow |

| 30. září 2021  |     |            |                               |
| Olympique Lyon | 3:0 | Brøndby IF | Parc Olympique Lyonnais, Lyon |
|                |     |            | Parc Olympique Lyonnais, Lyon |

|                 |     |            |              |
| AC Sparta Praha | 1:0 | Rangers FC | Letná, Praha |
|                 |     |            | Letná, Praha |

| 21. října 2021 |     |            |                        |
| Rangers FC     | 2:0 | Brøndby IF | Ibrox Stadium, Glasgow |
|                |     |            | Ibrox Stadium, Glasgow |

|                 |     |                |              |
| AC Sparta Praha | 3:4 | Olympique Lyon | Letná, Praha |
|                 |     |                | Letná, Praha |

| 4. listopadu 2021 |     |            |                          |
| Brøndby IF        | 1:1 | Rangers FC | Brøndby Stadium, Brøndby |
|                   |     |            | Brøndby Stadium, Brøndby |

|                |     |                 |                               |
| Olympique Lyon | 3:0 | AC Sparta Praha | Parc Olympique Lyonnais, Lyon |
|                |     |                 | Parc Olympique Lyonnais, Lyon |

| 25. listopadu 2021 |     |                |                          |
| Brøndby IF         | 1:3 | Olympique Lyon | Brøndby Stadium, Brøndby |
|                    |     |                | Brøndby Stadium, Brøndby |

|            |     |                 |                        |
| Rangers FC | 2:0 | AC Sparta Praha | Ibrox Stadium, Glasgow |
|            |     |                 | Ibrox Stadium, Glasgow |

| 9. prosince 2021 |     |            |                               |
| Olympique Lyon   | 1:1 | Rangers FC | Parc Olympique Lyonnais, Lyon |
|                  |     |            | Parc Olympique Lyonnais, Lyon |

|                 |     |            |              |
| AC Sparta Praha | 2:0 | Brøndby IF | Letná, Praha |
|                 |     |            | Letná, Praha |

### Skupina B
| Poř. | Tým           | Z | V | R | P | VG | OG | B  |
| ---- | ------------- | - | - | - | - | -- | -- | -- |
| 1.   | AS Monaco FC  | 6 | 3 | 3 | 0 | 7  | 4  | 12 |
| 2.   | Real Sociedad | 6 | 2 | 3 | 1 | 9  | 6  | 9  |
| 3.   | PSV Eindhoven | 6 | 2 | 2 | 2 | 9  | 8  | 8  |
| 4.   | SK Sturm Graz | 6 | 0 | 2 | 4 | 3  | 10 | 2  |

| 16. září 2021 |     |               |                         |
| AS Monaco FC  | 1:0 | SK Sturm Graz | Stade Louis II., Monako |
|               |     |               | Stade Louis II., Monako |

|               |     |               |                            |
| PSV Eindhoven | 2:2 | Real Sociedad | Philips Stadion, Eindhoven |
|               |     |               | Philips Stadion, Eindhoven |

| 30. září 2021 |     |              |                               |
| Real Sociedad | 1:1 | AS Monaco FC | Anoeta Stadium, San Sebastián |
|               |     |              | Anoeta Stadium, San Sebastián |

|               |     |               |                                    |
| SK Sturm Graz | 1:4 | PSV Eindhoven | Liebenauer Stadium, Štýrský Hradec |
|               |     |               | Liebenauer Stadium, Štýrský Hradec |

| 21. října 2021 |     |              |                            |
| PSV Eindhoven  | 1:2 | AS Monaco FC | Philips Stadion, Eindhoven |
|                |     |              | Philips Stadion, Eindhoven |

|               |     |               |                                    |
| SK Sturm Graz | 0:1 | Real Sociedad | Liebenauer Stadium, Štýrský Hradec |
|               |     |               | Liebenauer Stadium, Štýrský Hradec |

| 4. listopadu 2021 |     |               |                         |
| AS Monaco FC      | 0:0 | PSV Eindhoven | Stade Louis II., Monako |
|                   |     |               | Stade Louis II., Monako |

|               |     |               |                               |
| Real Sociedad | 1:1 | SK Sturm Graz | Anoeta Stadium, San Sebastián |
|               |     |               | Anoeta Stadium, San Sebastián |

| 25. listopadu 2021 |     |               |                         |
| AS Monaco FC       | 2:1 | Real Sociedad | Stade Louis II., Monako |
|                    |     |               | Stade Louis II., Monako |

|               |     |               |                            |
| PSV Eindhoven | 2:0 | SK Sturm Graz | Philips Stadion, Eindhoven |
|               |     |               | Philips Stadion, Eindhoven |

| 9. prosince 2021 |     |               |                               |
| Real Sociedad    | 3:0 | PSV Eindhoven | Anoeta Stadium, San Sebastián |
|                  |     |               | Anoeta Stadium, San Sebastián |

|               |     |              |                                    |
| SK Sturm Graz | 1:1 | AS Monaco FC | Liebenauer Stadium, Štýrský Hradec |
|               |     |              | Liebenauer Stadium, Štýrský Hradec |

### Skupina C
| Poř. | Tým               | Z | V | R | P | VG | OG | B  |
| ---- | ----------------- | - | - | - | - | -- | -- | -- |
| 1.   | FK Spartak Moskva | 6 | 3 | 1 | 2 | 10 | 9  | 10 |
| 2.   | SSC Neapol        | 6 | 3 | 1 | 2 | 15 | 10 | 10 |
| 3.   | Leicester City FC | 6 | 2 | 2 | 2 | 12 | 11 | 8  |
| 4.   | Legia Warszawa    | 6 | 2 | 0 | 4 | 4  | 11 | 6  |

| 15. září 2021     |     |                |                         |
| FK Spartak Moskva | 0:1 | Legia Warszawa | Otkrytije Arena, Moskva |
|                   |     |                | Otkrytije Arena, Moskva |

| 16. září 2021     |     |            |                               |
| Leicester City FC | 2:2 | SSC Neapol | King Power Stadium, Leicester |
|                   |     |            | King Power Stadium, Leicester |

| 30. září 2021  |     |                   |                                   |
| Legia Warszawa | 1:0 | Leicester City FC | Stadion Wojska Polskiego, Varšava |
|                |     |                   | Stadion Wojska Polskiego, Varšava |

|            |     |                   |                                       |
| SSC Neapol | 2:3 | FK Spartak Moskva | Stadio Diego Armando Maradona, Neapol |
|            |     |                   | Stadio Diego Armando Maradona, Neapol |

| 20. října 2021    |     |                   |                         |
| FK Spartak Moskva | 3:4 | Leicester City FC | Otkrytije Arena, Moskva |
|                   |     |                   | Otkrytije Arena, Moskva |

| 21. října 2021 |     |                |                                       |
| SSC Neapol     | 3:0 | Legia Warszawa | Stadio Diego Armando Maradona, Neapol |
|                |     |                | Stadio Diego Armando Maradona, Neapol |

| 4. listopadu 2021 |     |            |                                   |
| Legia Warszawa    | 1:4 | SSC Neapol | Stadion Wojska Polskiego, Varšava |
|                   |     |            | Stadion Wojska Polskiego, Varšava |

|                   |     |                   |                               |
| Leicester City FC | 1:1 | FK Spartak Moskva | King Power Stadium, Leicester |
|                   |     |                   | King Power Stadium, Leicester |

| 24. listopadu 2021 |     |            |                         |
| FK Spartak Moskva  | 2:1 | SSC Neapol | Otkrytije Arena, Moskva |
|                    |     |            | Otkrytije Arena, Moskva |

| 25. listopadu 2021 |     |                |                               |
| Leicester City FC  | 3:1 | Legia Warszawa | King Power Stadium, Leicester |
|                    |     |                | King Power Stadium, Leicester |

| 9. prosince 2021 |     |                   |                                   |
| Legia Warszawa   | 0:1 | FK Spartak Moskva | Stadion Wojska Polskiego, Varšava |
|                  |     |                   | Stadion Wojska Polskiego, Varšava |

|            |     |                   |                                       |
| SSC Neapol | 3:2 | Leicester City FC | Stadio Diego Armando Maradona, Neapol |
|            |     |                   | Stadio Diego Armando Maradona, Neapol |

### Skupina D
| Poř. | Tým                 | Z | V | R | P | VG | OG | B  |
| ---- | ------------------- | - | - | - | - | -- | -- | -- |
| 1.   | Eintracht Frankfurt | 6 | 3 | 3 | 0 | 10 | 6  | 12 |
| 2.   | Olympiakos Pireus   | 6 | 3 | 0 | 3 | 8  | 7  | 9  |
| 3.   | Fenerbahçe SK       | 6 | 1 | 3 | 2 | 7  | 8  | 6  |
| 4.   | Royal Antwerp FC    | 6 | 1 | 2 | 3 | 6  | 10 | 5  |

| 16. září 2021       |     |               |                                           |
| Eintracht Frankfurt | 1:1 | Fenerbahçe SK | Deutsche Bank Park, Frankfurt nad Mohanem |
|                     |     |               | Deutsche Bank Park, Frankfurt nad Mohanem |

|                   |     |                  |                             |
| Olympiakos Pireus | 2:1 | Royal Antwerp FC | Stadion Karaiskakis, Pireus |
|                   |     |                  | Stadion Karaiskakis, Pireus |

| 30. září 2021    |     |                     |                         |
| Royal Antwerp FC | 0:1 | Eintracht Frankfurt | Bosuilstadion, Antverpy |
|                  |     |                     | Bosuilstadion, Antverpy |

|               |     |                   |                                               |
| Fenerbahçe SK | 0:3 | Olympiakos Pireus | Fenerbahçe Şükrü Saracoğlu Stadyumu, Istanbul |
|               |     |                   | Fenerbahçe Şükrü Saracoğlu Stadyumu, Istanbul |

| 21. října 2021      |     |                   |                                           |
| Eintracht Frankfurt | 3:1 | Olympiakos Pireus | Deutsche Bank Park, Frankfurt nad Mohanem |
|                     |     |                   | Deutsche Bank Park, Frankfurt nad Mohanem |

|               |     |                  |                                               |
| Fenerbahçe SK | 2:2 | Royal Antwerp FC | Fenerbahçe Şükrü Saracoğlu Stadyumu, Istanbul |
|               |     |                  | Fenerbahçe Şükrü Saracoğlu Stadyumu, Istanbul |

| 4. listopadu 2021 |     |                     |                             |
| Olympiakos Pireus | 1:2 | Eintracht Frankfurt | Stadion Karaiskakis, Pireus |
|                   |     |                     | Stadion Karaiskakis, Pireus |

|                  |     |               |                         |
| Royal Antwerp FC | 0:3 | Fenerbahçe SK | Bosuilstadion, Antverpy |
|                  |     |               | Bosuilstadion, Antverpy |

| 5. listopadu 2021   |     |                  |                                           |
| Eintracht Frankfurt | 2:2 | Royal Antwerp FC | Deutsche Bank Park, Frankfurt nad Mohanem |
|                     |     |                  | Deutsche Bank Park, Frankfurt nad Mohanem |

|                   |     |               |                             |
| Olympiakos Pireus | 1:0 | Fenerbahçe SK | Stadion Karaiskakis, Pireus |
|                   |     |               | Stadion Karaiskakis, Pireus |

| 9. prosince 2021 |     |                   |                         |
| Royal Antwerp FC | 1:0 | Olympiakos Pireus | Bosuilstadion, Antverpy |
|                  |     |                   | Bosuilstadion, Antverpy |

|               |     |                     |                                           |
| Fenerbahçe SK | 1:1 | Eintracht Frankfurt | Deutsche Bank Park, Frankfurt nad Mohanem |
|               |     |                     | Deutsche Bank Park, Frankfurt nad Mohanem |

### Skupina E
| Poř. | Tým                 | Z | V | R | P | VG | OG | B  |
| ---- | ------------------- | - | - | - | - | -- | -- | -- |
| 1.   | Galatasaray SK      | 6 | 3 | 3 | 0 | 7  | 3  | 12 |
| 2.   | SS Lazio            | 6 | 2 | 3 | 1 | 7  | 3  | 9  |
| 3.   | Olympique Marseille | 6 | 1 | 4 | 1 | 6  | 7  | 7  |
| 4.   | FK Lokomotiv Moskva | 6 | 0 | 2 | 4 | 2  | 9  | 2  |

| 16. září 2021  |     |          |                              |
| Galatasaray SK | 1:0 | SS Lazio | Türk Telekom Arena, Istanbul |
|                |     |          | Türk Telekom Arena, Istanbul |

|                     |     |                     |                   |
| FK Lokomotiv Moskva | 1:1 | Olympique Marseille | RŽD Arena, Moskva |
|                     |     |                     | RŽD Arena, Moskva |

| 30. září 2021 |     |                     |                      |
| SS Lazio      | 2:0 | FK Lokomotiv Moskva | Stadio Olimpico, Řím |
|               |     |                     | Stadio Olimpico, Řím |

|                     |     |                |                            |
| Olympique Marseille | 0:0 | Galatasaray SK | Stade Vélodrome, Marseille |
|                     |     |                | Stade Vélodrome, Marseille |

| 21. října 2021 |     |                     |                      |
| SS Lazio       | 0:0 | Olympique Marseille | Stadio Olimpico, Řím |
|                |     |                     | Stadio Olimpico, Řím |

|                     |     |                |                   |
| FK Lokomotiv Moskva | 0:1 | Galatasaray SK | RŽD Arena, Moskva |
|                     |     |                | RŽD Arena, Moskva |

| 4. listopadu 2021 |     |                     |                              |
| Galatasaray SK    | 1:1 | FK Lokomotiv Moskva | Türk Telekom Arena, Istanbul |
|                   |     |                     | Türk Telekom Arena, Istanbul |

|                     |     |          |                            |
| Olympique Marseille | 2:2 | SS Lazio | Stade Vélodrome, Marseille |
|                     |     |          | Stade Vélodrome, Marseille |

| 25. listopadu 2021 |     |                     |                              |
| Galatasaray SK     | 4:2 | Olympique Marseille | Türk Telekom Arena, Istanbul |
|                    |     |                     | Türk Telekom Arena, Istanbul |

|                     |     |          |                   |
| FK Lokomotiv Moskva | 0:3 | SS Lazio | RŽD Arena, Moskva |
|                     |     |          | RŽD Arena, Moskva |

| 9. prosince 2021 |     |                |                      |
| SS Lazio         | 0:0 | Galatasaray SK | Stadio Olimpico, Řím |
|                  |     |                | Stadio Olimpico, Řím |

|                     |     |                     |                            |
| Olympique Marseille | 1:0 | FK Lokomotiv Moskva | Stade Vélodrome, Marseille |
|                     |     |                     | Stade Vélodrome, Marseille |

### Skupina F
| Poř. | Tým                   | Z | V | R | P | VG | OG | B  |
| ---- | --------------------- | - | - | - | - | -- | -- | -- |
| 1.   | FK Crvena Zvezda      | 6 | 3 | 2 | 1 | 6  | 4  | 11 |
| 2.   | SC Braga              | 6 | 3 | 1 | 2 | 12 | 9  | 10 |
| 3.   | FC Midtjylland        | 6 | 2 | 3 | 1 | 7  | 7  | 9  |
| 4.   | PFK Ludogorec Razgrad | 6 | 0 | 2 | 4 | 3  | 8  | 2  |

| 16. září 2021  |     |                       |                    |
| FC Midtjylland | 1:1 | PFK Ludogorec Razgrad | MCH Arena, Herning |
|                |     |                       | MCH Arena, Herning |

|                  |     |          |                                 |
| FK Crvena Zvezda | 2:1 | SC Braga | Stadion Crvena Zvezda, Bělehrad |
|                  |     |          | Stadion Crvena Zvezda, Bělehrad |

| 30. září 2021 |     |                |                                   |
| SC Braga      | 3:1 | FC Midtjylland | Estádio Municipal de Braga, Braga |
|               |     |                | Estádio Municipal de Braga, Braga |

|                       |     |                  |                          |
| PFK Ludogorec Razgrad | 0:1 | FK Crvena Zvezda | Ludogorec Arena, Razgrad |
|                       |     |                  | Ludogorec Arena, Razgrad |

| 21. října 2021        |     |          |                          |
| PFK Ludogorec Razgrad | 0:1 | SC Braga | Ludogorec Arena, Razgrad |
|                       |     |          | Ludogorec Arena, Razgrad |

|                |     |                  |                    |
| FC Midtjylland | 1:1 | FK Crvena Zvezda | MCH Arena, Herning |
|                |     |                  | MCH Arena, Herning |

| 4. listopadu 2021 |     |                       |                                   |
| SC Braga          | 4:2 | PFK Ludogorec Razgrad | Estádio Municipal de Braga, Braga |
|                   |     |                       | Estádio Municipal de Braga, Braga |

|                  |     |                |                                 |
| FK Crvena Zvezda | 0:1 | FC Midtjylland | Stadion Crvena Zvezda, Bělehrad |
|                  |     |                | Stadion Crvena Zvezda, Bělehrad |

| 25. listopadu 2021 |     |          |                    |
| FC Midtjylland     | 3:2 | SC Braga | MCH Arena, Herning |
|                    |     |          | MCH Arena, Herning |

|                  |     |                       |                                 |
| FK Crvena Zvezda | 1:0 | PFK Ludogorec Razgrad | Stadion Crvena Zvezda, Bělehrad |
|                  |     |                       | Stadion Crvena Zvezda, Bělehrad |

| 9. prosince 2021 |     |                  |                                   |
| SC Braga         | 1:1 | FK Crvena Zvezda | Estádio Municipal de Braga, Braga |
|                  |     |                  | Estádio Municipal de Braga, Braga |

|                       |     |                |                          |
| PFK Ludogorec Razgrad | 0:0 | FC Midtjylland | Ludogorec Arena, Razgrad |
|                       |     |                | Ludogorec Arena, Razgrad |

### Skupina G
| Poř. | Tým                 | Z | V | R | P | VG | OG | B  |
| ---- | ------------------- | - | - | - | - | -- | -- | -- |
| 1.   | Bayer 04 Leverkusen | 6 | 4 | 1 | 1 | 14 | 5  | 13 |
| 2.   | Betis Sevilla       | 6 | 3 | 1 | 2 | 12 | 12 | 10 |
| 3.   | Celtic FC           | 6 | 3 | 0 | 3 | 13 | 15 | 9  |
| 4.   | Ferencvárosi TC     | 6 | 1 | 0 | 5 | 5  | 12 | 3  |

| 16. září 2021       |     |                 |                      |
| Bayer 04 Leverkusen | 2:1 | Ferencvárosi TC | BayArena, Leverkusen |
|                     |     |                 | BayArena, Leverkusen |

|            |     |           |                                    |
| Real Betis | 4:3 | Celtic FC | Estadio Benito Villamarín, Sevilla |
|            |     |           | Estadio Benito Villamarín, Sevilla |

| 30. září 2021 |     |                     |                      |
| Celtic FC     | 0:4 | Bayer 04 Leverkusen | Celtic Park, Glasgow |
|               |     |                     | Celtic Park, Glasgow |

|                 |     |            |                          |
| Ferencvárosi TC | 1:3 | Real Betis | Groupama Arena, Budapešť |
|                 |     |            | Groupama Arena, Budapešť |

| 19. října 2021 |     |                 |                      |
| Celtic FC      | 2:0 | Ferencvárosi TC | Celtic Park, Glasgow |
|                |     |                 | Celtic Park, Glasgow |

| 21. října 2021 |     |                     |                                    |
| Real Betis     | 1:1 | Bayer 04 Leverkusen | Estadio Benito Villamarín, Sevilla |
|                |     |                     | Estadio Benito Villamarín, Sevilla |

| 4. listopadu 2021   |     |            |                      |
| Bayer 04 Leverkusen | 4:0 | Real Betis | BayArena, Leverkusen |
|                     |     |            | BayArena, Leverkusen |

|                 |     |           |                          |
| Ferencvárosi TC | 2:3 | Celtic FC | Groupama Arena, Budapešť |
|                 |     |           | Groupama Arena, Budapešť |

| 25. listopadu 2021  |     |           |                      |
| Bayer 04 Leverkusen | 3:2 | Celtic FC | BayArena, Leverkusen |
|                     |     |           | BayArena, Leverkusen |

|            |     |                 |                                    |
| Real Betis | 2:0 | Ferencvárosi TC | Estadio Benito Villamarín, Sevilla |
|            |     |                 | Estadio Benito Villamarín, Sevilla |

| 9. prosince 2021 |     |            |                      |
| Celtic FC        | 3:2 | Real Betis | Celtic Park, Glasgow |
|                  |     |            | Celtic Park, Glasgow |

|                 |     |                     |                          |
| Ferencvárosi TC | 1:0 | Bayer 04 Leverkusen | Groupama Arena, Budapešť |
|                 |     |                     | Groupama Arena, Budapešť |

### Skupina H
| Poř. | Tým                | Z | V | R | P | VG | OG | B  |
| ---- | ------------------ | - | - | - | - | -- | -- | -- |
| 1.   | West Ham United FC | 6 | 4 | 1 | 1 | 11 | 3  | 13 |
| 2.   | GNK Dinamo Zagreb  | 6 | 3 | 1 | 2 | 9  | 6  | 10 |
| 3.   | SK Rapid Vídeň     | 6 | 2 | 0 | 4 | 4  | 9  | 6  |
| 4.   | KRC Genk           | 6 | 1 | 2 | 3 | 4  | 10 | 5  |

| 16. září 2021     |     |                    |                          |
| GNK Dinamo Zagreb | 0:2 | West Ham United FC | Stadion Maksimir, Záhřeb |
|                   |     |                    | Stadion Maksimir, Záhřeb |

|                |     |          |                        |
| SK Rapid Vídeň | 0:1 | KRC Genk | Allianz Stadion, Vídeň |
|                |     |          | Allianz Stadion, Vídeň |

| 30. září 2021 |     |                   |                     |
| KRC Genk      | 0:3 | GNK Dinamo Zagreb | Cristal Arena, Genk |
|               |     |                   | Cristal Arena, Genk |

|                    |     |                |                            |
| West Ham United FC | 2:0 | SK Rapid Vídeň | Olympijský stadion, Londýn |
|                    |     |                | Olympijský stadion, Londýn |

| 21. října 2021 |     |                   |                        |
| SK Rapid Vídeň | 2:1 | GNK Dinamo Zagreb | Allianz Stadion, Vídeň |
|                |     |                   | Allianz Stadion, Vídeň |

|                    |     |          |                            |
| West Ham United FC | 3:0 | KRC Genk | Olympijský stadion, Londýn |
|                    |     |          | Olympijský stadion, Londýn |

| 4. listopadu 2021 |     |                    |                     |
| KRC Genk          | 2:2 | West Ham United FC | Cristal Arena, Genk |
|                   |     |                    | Cristal Arena, Genk |

|                   |     |                |                          |
| GNK Dinamo Zagreb | 3:1 | SK Rapid Vídeň | Stadion Maksimir, Záhřeb |
|                   |     |                | Stadion Maksimir, Záhřeb |

| 25. listopadu 2021 |     |          |                          |
| GNK Dinamo Zagreb  | 1:1 | KRC Genk | Stadion Maksimir, Záhřeb |
|                    |     |          | Stadion Maksimir, Záhřeb |

|                |     |                    |                        |
| SK Rapid Vídeň | 0:2 | West Ham United FC | Allianz Stadion, Vídeň |
|                |     |                    | Allianz Stadion, Vídeň |

| 9. prosince 2021 |     |                |                     |
| KRC Genk         | 0:1 | SK Rapid Vídeň | Cristal Arena, Genk |
|                  |     |                | Cristal Arena, Genk |

|                    |     |                   |                            |
| West Ham United FC | 0:1 | GNK Dinamo Zagreb | Olympijský stadion, Londýn |
|                    |     |                   | Olympijský stadion, Londýn |

## Vyřazovací fáze
Vyřazovací fázi Evropské ligy UEFA 2021/22 bude hrát 24 týmů. 8 vítězů skupin, 8 týmů z 2. míst a 8 týmů ze 3. míst základních skupin Ligy mistrů UEFA 2021/22. Play off začne předkolem, kde se proti sobě utkají nasazené a nenasazené týmy. Nasazenými týmy jsou 8 klubů ze 3. míst Ligy mistrů UEFA 2021/22, nenasazenými týmy jsou 8 týmů ze 2. míst skupin Evropské ligy. 8 vítězů skupin postoupí automaticky do osmifinále Evropské ligy.
Vyřazovací fáze začne losem 13. prosince 2021 a zápasy se odehrají od 17. února 2022 do 18. května 2022.

### Předkolo play-off
Předkolo play-off bude hrát 8 týmů z 2. míst základních skupin a 8 týmů ze 3. míst základních skupin Ligy mistrů UEFA 2021/22.
| Domácí v 1. zápase | Celkem        | Hosté v 1. zápase | 1. zápas | 2. zápas      |
| ------------------ | ------------- | ----------------- | -------- | ------------- |
| Sheriff Tiraspol   | 2:2 (2:3 pen) | Braga             | 2:0      | 0:2 (2:3 pen) |
| Barcelona          | 5:3           | Neapol            | 1:1      | 4:2           |
| Dortmund           | 4:6           | Rangers           | 2:4      | 2:2           |
| Zenit              | 2:3           | Real Betis        | 2:3      | 0:0           |
| Porto              | 4:3           | Lazio Řím         | 2:1      | 2:2           |
| RB Lipsko          | 5:3           | Real Sociedad     | 2:2      | 3:1           |
| Atalanta           | 5:1           | Olympiakos        | 2:1      | 3:0           |
| Sevilla            | 3:2           | Dinamo Záhřeb     | 3:1      | 0:1           |

### Osmifinále
Osmifinále bude hrát 8 vítězů základních skupin a 8 vítězů z předkola play-off.
| Domácí v 1. zápase | Celkem    | Hosté v 1. zápase | 1. zápas  | 2. zápas  |
| ------------------ | --------- | ----------------- | --------- | --------- |
| Rangers            | 4:2       | FK Crvena Zvezda  | 3:0       | 1:2       |
| Braga              | 3:1       | Monako            | 2:0       | 1:1       |
| Porto              | 1:2       | Lyon              | 0:1       | 1:1       |
| Atalanta           | 4:2       | Bayer Leverkusen  | 3:2       | 1:0       |
| Sevilla            | 1:2       | West Ham United   | 1:0       | 0:2pp     |
| Barcelona          | 2:1       | Galatasaray       | 0:0       | 2:1       |
| RB Lipsko          | 6:0 kont. | Spartak Moskva    | 3:0 kont. | 3:0 kont. |
| Real Betis         | 2:3       | Frankfurt         | 1:2       | 1:1pp     |

### Čtvrtfinále
| Domácí v 1. zápase | Celkem | Hosté v 1. zápase | 1. zápas | 2. zápas |
| ------------------ | ------ | ----------------- | -------- | -------- |
| West Ham           | 4:1    | Lyon              | 1:1      | 3:0      |
| Frankfurt          | 4:3    | Barcelona         | 1:1      | 3:2      |
| RB Lipsko          | 3:1    | Atalanta          | 1:1      | 2:0      |
| Braga              | 2:3    | Rangers           | 1:0      | 1:3pp    |

### Semifinále
| Domácí v 1. zápase | Celkem | Hosté v 1. zápase | 1. zápas | 2. zápas |
| ------------------ | ------ | ----------------- | -------- | -------- |
| RB Lipsko          | 2:3    | Rangers           | 1:0      | 1:3      |
| West Ham           | 1:3    | Frankfurt         | 1:2      | 0:1      |

### Finále
| 18. května 2022 21:00 |     |           |                                                                               |
| Frankfurt             | 1:1 | Rangers   | Estadio Ramón Sánchez Pizjuán, Sevilla diváci: 38 842 rozhodčí: Slavko Vinčić |
| Borré 69'             |     | Aribo 57' | Estadio Ramón Sánchez Pizjuán, Sevilla diváci: 38 842 rozhodčí: Slavko Vinčić |

|                                  |       | Penaltový rozstřel                   |  |
| Lenz Hrustić Kamada Kostić Borré | 5 : 4 | Tavernier Davis Arfield Ramsey Roofe |  |

| Frankfurt | Rangers |

| BR             | 1  | Kevin Trapp       |      |      |  |
| SO             | 35 | Tuta              | 58'  |      |  |
| SO             | 18 | Almamy Touré (c)  |      |      |  |
| SO             | 2  | Evan Ndicka       | 100' |      |  |
| LZ             | 36 | Ansgar Knauff     |      |      |  |
| SZ             | 8  | Djibril Sow       |      | 106' |  |
| SZ             | 17 | Sebastian Rode    |      | 90'  |  |
| PZ             | 10 | Filip Kostić      |      | 68'  |  |
| LÚ             | 29 | Jesper Lindstrøm  | 70'  |      |  |
| PÚ             | 15 | Daiči Kamada      |      |      |  |
| SÚ             | 19 | Rafael Borré      |      |      |  |
| Nahrazující:   |    |                   |      |      |  |
| DZ             | 20 | Makoto Hasebe     |      | 58'  |  |
| PK             | 23 | Jens Petter Hauge |      | 70'  |  |
| SO             | 6  | Kristijan Jakić   |      | 90'  |  |
| LO             | 25 | Christopher Lenz  |      | 100' |  |
| SZ             | 16 | Ajdin Hrustić     |      | 106' |  |
| Trenér:        |    |                   |      |      |  |
| Oliver Glasner |    |                   |      |      |  |

| BR                       | 1  | Allan McGregor      |      |      |      |  |
| LO                       | 2  | James Tavernier (c) |      |      |      |  |
| SO                       | 3  | Connor Goldson      |      |      |      |  |
| SO                       | 6  | Calvin Bassey       |      |      |      |  |
| RO                       | 31 | Borna Barišić       | 117' |      |      |  |
| DZ                       | 4  | Ryan Jack           | 74'  |      |      |  |
| DZ                       | 8  | John Lundstram      |      |      |      |  |
| LK                       | 14 | Ryan Kent           |      |      |      |  |
| OZ                       | 23 | Scott Wright        | 73'  | 74'  |      |  |
| PK                       | 18 | Glen Kamara         | 91'  |      |      |  |
| SÚ                       | 17 | Joe Aribo           | 62'  | 78'  | 101' |  |
| Nahrazující:             |    |                     |      |      |      |  |
| SZ                       | 10 | Steven Davis        |      | 74'  |      |  |
| SÚ                       | 30 | Fashion Sakala      |      | 74'  | 117' |  |
| ÚT                       | 37 | Scott Arfield       |      | 91'  |      |  |
| SO                       | 19 | James Sands         |      | 101' |      |  |
| SÚ                       | 25 | Kemar Roofe         |      | 117' |      |  |
| SZ                       | 16 | Aaron Ramsey        |      |      | 117' |  |
| Trenér:                  |    |                     |      |      |      |  |
| Giovanni van Bronckhorst |    |                     |      |      |      |  |

| Muž zápasu: Kevin Trapp (Frankfurt) Asistenti rozhodčího: Tomaž Klančnik Andraž Kovačič Čtvrtý rozhodčí: Srđan Jovanović Video rozhodčí: Pol van Boekel |

Asistenti Video rozhodčího:
 Jure Praprotnik

 Roberto Díaz Pérez del Palomar